# Svetovno prvenstvo v nordijskem smučanju 1927
Svetovno prvenstvo v nordijskem smučanju 1927 je četrto svetovno prvenstvo v nordijskem smučanju, ki je potekalo med 2. in 5. februarjem 1927 v Cortini d'Ampezzo, Italija, v štirih disciplinah.

## Dobitniki medalj

### Smučarski teki
| Disciplina | Zlato         | Zlato   | Srebro          | Srebro  | Bron             | Bron    |
| 18 km      | John Lindgren | 1:23:55 | František Donth | 1:29:42 | Viktor Schneider | 1:30:47 |
| 50 km      | John Lindgren | 4:11:52 | John Wikström   | 4:29:57 | František Donth  | 4:34:54 |

### Nordijska kombinacija
| Disciplina | Zlato          | Zlato  | Srebro         | Srebro | Bron            | Bron   |
| Posamično  | Rudolf Burkert | 17,947 | Otakar Německý | 17,645 | František Wende | 17,489 |

### Smučarski skoki
| Disciplina        | Zlato      | Zlato  | Srebro      | Srebro | Bron            | Bron   |
| Velika skakalnica | Tore Edman | 18,420 | Willen Dick | 17,562 | Bertil Carlsson | 17,433 |

## Medalje po državah
| Poz | Država        | Zlato | Srebro | Bron | Skupaj |
| 1   | Švedska       | 3     | 1      | 1    | 5      |
| 2   | Češkoslovaška | 1     | 3      | 2    | 6      |
| 3   | Nemčija       | 0     | 0      | 1    | 1      |